# Bailey's Crossroads (Virginia)
Bailey's Crossroads es un lugar designado por el censo en el  condado de Fairfax, Virginia, en Estados Unidos. Según el censo de 2010 tenía una población de 23.643 habitantes.

## Demografía
Según el censo del 2000, Bailey's Crossroads tenía 23.166 habitantes, 8.547 viviendas, y 4.965 familias. La densidad de población era de 4.363,1 habitantes por km².
De las 8.547 viviendas en un 29,5%  vivían niños de menos de 18 años, en un 40,4%  vivían parejas casadas, en un 11,2% mujeres solteras, y en un 41,9% no eran unidades familiares. En el 33,3% de las viviendas  vivían personas solas el 10,4% de las cuales correspondía a personas de 65 años o más que vivían solas. El número medio de personas viviendo en cada vivienda era de 2,7 y el número medio de personas que vivían en cada familia era de 3,4.
Por edades la población se repartía de la siguiente manera: un 23% tenía menos de 18 años, un 10,6% entre 18 y 24, un 37,1% entre 25 y 44, un 19% de 45 a 60 y un 10,3% 65 años o más.
La edad media era de 33 años.  Por cada 100 mujeres de 18 o más años  había 106,3 hombres.
La renta media por vivienda era de 51.650$ y la renta media por familia de 51.490$. Los hombres tenían una renta media de 35.130$ mientras que las mujeres 34.265$. La renta per cápita de la población era de 24.091$. En torno al 10,7% de las familias y el 13,3% de la población estaban por debajo del umbral de pobreza.

## Localidades adyacentes
El siguiente diagrama muestra a las localidades más próximas a Bailey's Crossroads.